# Lustration (politique)
Ne doit pas être confondu avec Lustration.
En politique, le mot lustration désigne, par analogie avec le processus de purification rituelle nommé « lustration » chez les Romains de l'Antiquité, un processus de sélection des fonctionnaires et responsables d'entreprises réclamé par les mouvements anticommunistes des pays de l'Est de l'ex-pacte de Varsovie, à partir de 1989.

## Revendication
Le concept et le mot même apparaissent en 1989 durant la « Révolution de Velours » en Tchécoslovaquie puis dans le point no 8 de la « proclamation de Timișoara » en Roumanie, au moment de la chute des régimes communistes en Europe. Cette revendication visait à empêcher les anciens membres ou collaborateurs des services de renseignements ou anciens membres des partis communistes à exercer des responsabilités.

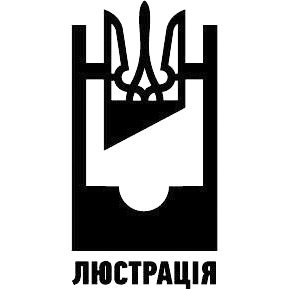
Logo du Comité de lustration ukrainien.

Un phénomène similaire a lieu en Ukraine après l'Euromaïdan pour désigner l'exclusion de la fonction publique de fonctionnaires qui ont travaillé sous le président ukrainien Viktor Ianoukovitch pendant plus d'un an et qui n'ont pas démissionné de leur propre gré entre le 25 février 2010 et le 22 février 2014 et les fonctionnaires qui étaient actifs dans le Parti communiste de l'Union soviétique. Ils peuvent être exclus pour une durée de cinq à dix ans.
En Pologne, une loi dite de « lustration » entre en vigueur le 15 mars 2007. Tous les hauts fonctionnaires, les professeurs, les avocats, les directeurs d’école et les journalistes nés avant août 1972 doivent remplir un formulaire et répondre à la question : « Avez-vous collaboré secrètement et consciemment avec les anciens services de sécurité communistes ? ». Le formulaire est ensuite remis à l'Institut de la mémoire qui se charge de vérifier le passé de ces personnes. En cas de collaboration avec les services communistes, les personnes qui travaillent dans un service public seront automatiquement licenciés. Ceux qui refuseront de répondre, ou dont il sera prouvé qu’ils ont menti, risquent une interdiction d’exercer leur profession pendant dix ans.
Concrètement, cette revendication qualifiée par Petr Uhl d'« épuration de droit et en douceur » n'a abouti que dans une très faible mesure et seulement en République tchèque, Allemagne de l'Est, pays baltes, Pologne et Hongrie (voir l'histoire de ces pays) ; en Roumanie, après l'exécution sommaire de Nicolae Ceaușescu et de son épouse, seul le président Ion Iliescu a été juridiquement inquiété, sans qu'aucune procédure n'aboutisse.

## Appréciation
On est donc très loin du « Nuremberg du communisme » réclamé par les mouvements anticommunistes et/ou par des auteurs comme Guy Sorman.